# Assembleia Legislativa de Santa Catarina
Assembleia Legislativa de Santa Catarina é o órgão de representação do poder legislativo do estado de Santa Catarina, exercido através dos deputados estaduais.
A sua sede é no Palácio Barriga Verde, rua Doutor Jorge Luz Fontes, em Florianópolis. Conta com 40 deputados estaduais e seu presidente é eleito a cada dois anos. O atual presidente da Assembleia Legislativa de Santa Catarina é o Deputado Mauro de Nadal, do Movimento Democrático Brasileiro, eleito para o biênio 2023-2024.

## História
A história do Legislativo Catarinense começa no dia 12 de agosto de 1834, quando as Assembleias Legislativas Provinciais foram criadas, substituindo os antigos Conselhos Gerais. O número de deputados era fixado de acordo com a densidade populacional. Como Santa Catarina figurava entre as províncias de pequeno porte, a representação ficou com vinte legisladores. Este número prevaleceu até 1881, quando a lei número 3.039 aumentou a representação para vinte e dois deputados, e posteriormente para quarenta deputados, em meados dos anos 1950. A eleição ocorreu pela primeira vez em 9 de novembro de 1834, para o mandato que terminaria em 1837.

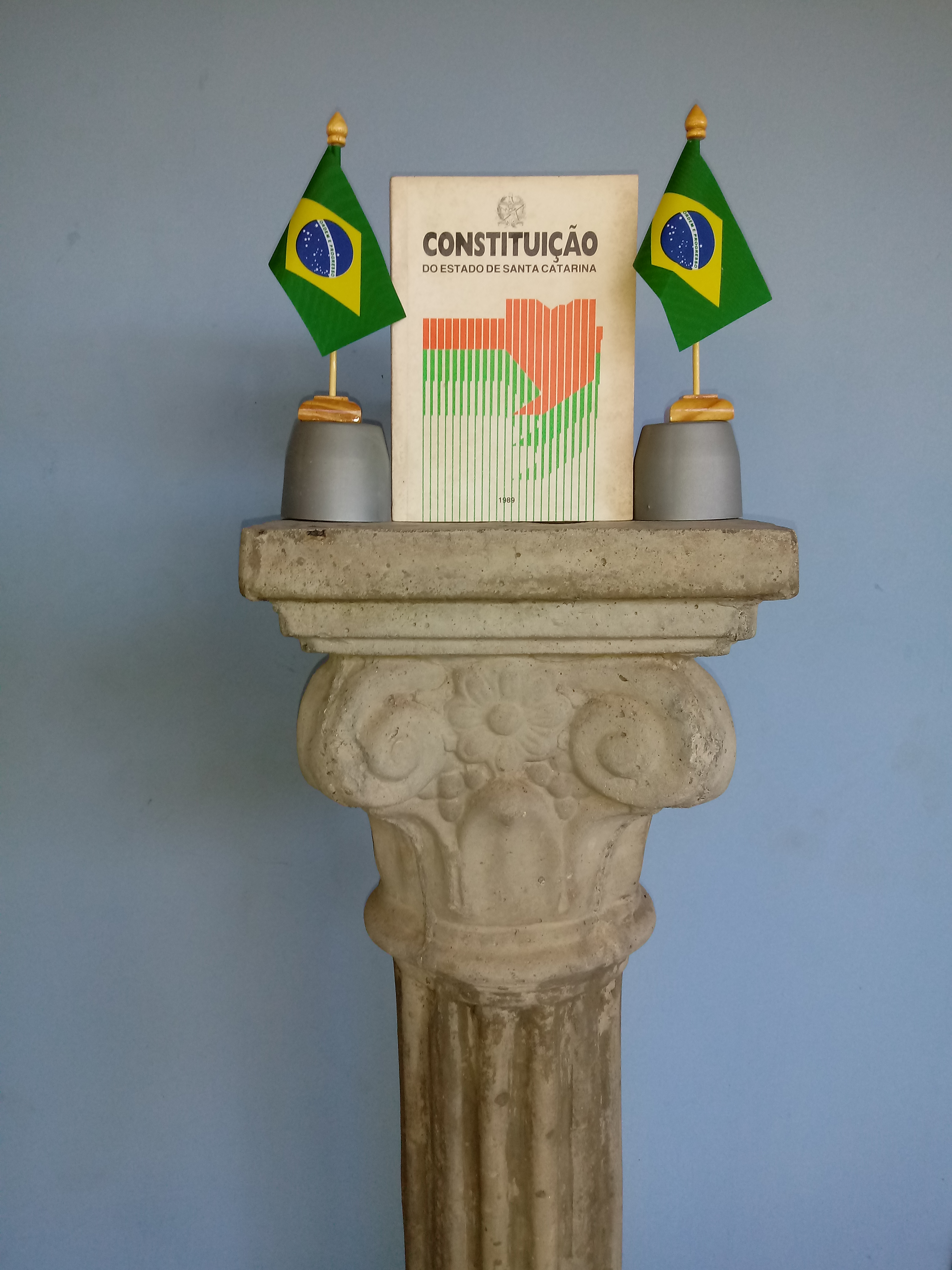
Constituição Estadual promulgada pela Assembleia Legislativa em 1989.

Em 1956, a então sede da Assembleia, o Palácio do Congresso, situado na Praça Paula Pereira, foi destruída por um incêndio. Os trabalhos passaram a ser realizados provisoriamente num quartel da Polícia Militar. O evento motivou a demanda pela construção de uma nova sede, mais moderna e que atendesse às necessidades dos trabalhos, que passaram a ser realizados numa infraestrutura precária. Em 1966, o então presidente da Assembleia, deputado Lecian Slovinski, lançou a pedra fundamental do Palácio Barriga Verde, que foi finalmente inaugurado em 14 de dezembro de 1970, tornando-se a nova sede da Assembleia Legislativa de Santa Catarina.

## Comissões permanentes
| Nome                                                                                      | Presidente                | Site |
| ----------------------------------------------------------------------------------------- | ------------------------- | ---- |
| Comissão de Agricultura e Política Rural                                                  | José Milton Scheffer (PP) |      |
| Comissão de Constituição e Justiça                                                        | Romildo Titon (MDB)       |      |
| Comissão de Defesa dos Direitos da Criança e do Adolescente                               | Sergio Motta (PRB)        |      |
| Comissão de Defesa dos Direitos das Pessoas com Deficiência                               | Vicente Caropreso (PSDB)  |      |
| Comissão de Direitos Humanos                                                              | Ada de Luca (MDB)         |      |
| Comissão de Economia, Ciência, Tecnologia, Minas e Energia                                | Jair Miotto (PODE)        |      |
| Comissão de Educação, Cultura e Desporto                                                  | Luciane Carminatti (PT)   |      |
| Comissão de Ética e Decoro Parlamentar                                                    | Volnei Weber (MDB)        |      |
| Comissão de Finanças e Tributação                                                         | Marcos Vieira (PSDB)      |      |
| Comissão de Legislação Participativa                                                      | Marcius Machado (PL)      |      |
| Comissão de Pesca e Aquicultura                                                           | Felipe Estevão (PSL)      |      |
| Comissão de Prevenção e Combate às Drogas                                                 | Ismael dos Santos (PSD)   |      |
| Comissão de Proteção Civil                                                                | Milton Hobus (PSD)        |      |
| Comissão de Relacionamento Institucional, Comunicação, Relações Internacionais e Mercosul | Fernando Krelling (MDB)   |      |
| Comissão de Saúde                                                                         | Neodi Saretta (PT)        |      |
| Comissão de Segurança Pública                                                             | Maurício Eskudlark (PL)   |      |
| Comissão de Trabalho, de Administração e Serviço Público                                  | Ana Paula da Silva (PDT)  |      |
| Comissão de Transportes e Desenvolvimento Urbano                                          | João Amin (PP)            |      |
| Comissão de Turismo e Meio Ambiente                                                       | Ivan Naatz (PL)           |      |